# Martha Érika Alonso

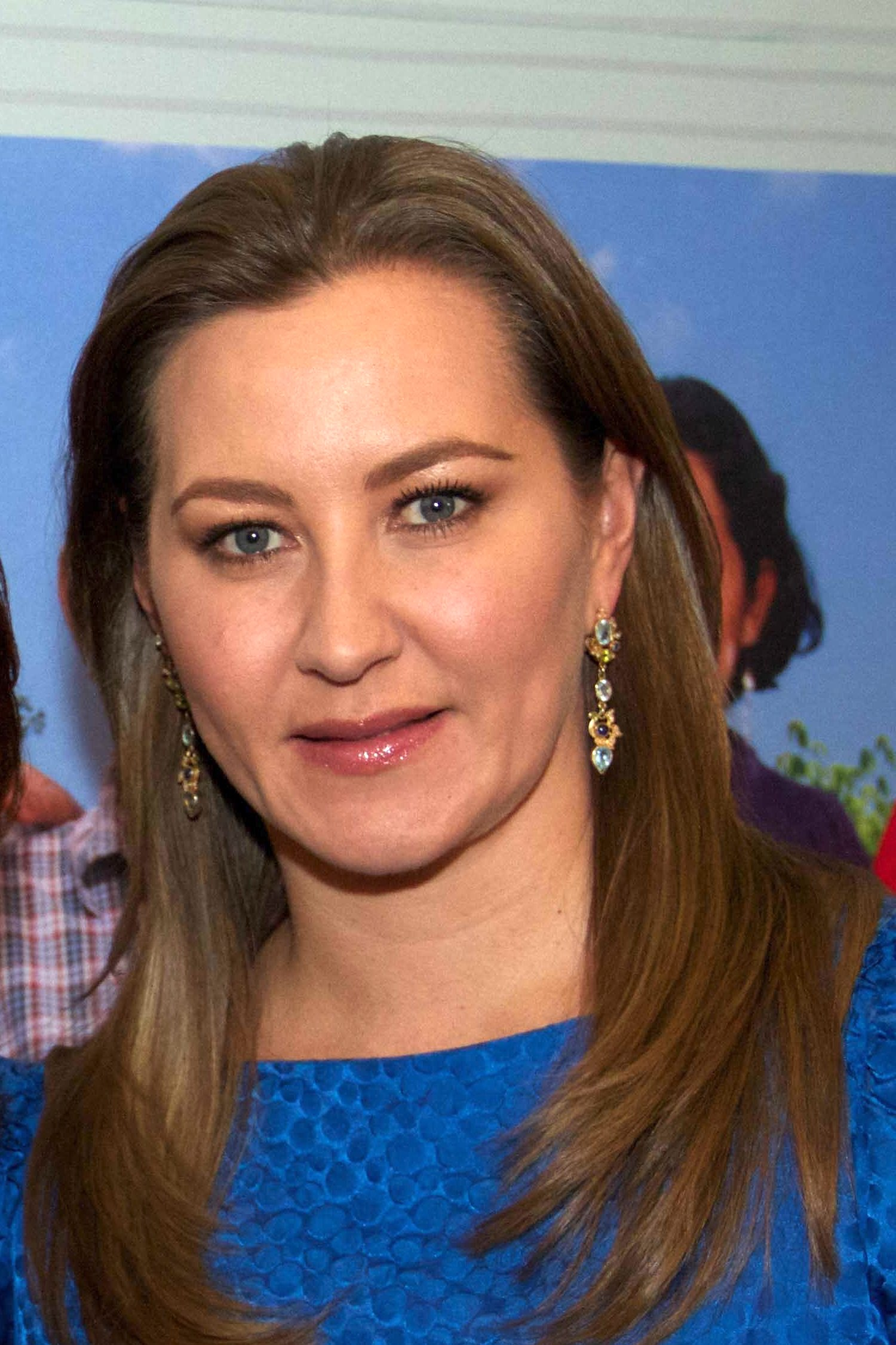
Martha Érika Alonso

Martha Érika Alonso Hidalgo (* 17. Dezember 1973 in Tecamachalco, Puebla; † 24. Dezember 2018 in Santa María Coronango, Puebla), auch Martha Érika Alonso de Moreno Valle, war eine mexikanische Politikerin der Partido Acción Nacional (PAN) und vom 14. Dezember 2018 bis zu ihrem tödlichen Hubschrauberabsturz zehn Tage später die erste weibliche Gouverneurin des Bundesstaates Puebla. Sie war verheiratet mit Rafael Moreno Valle Rosas, der von 2011 bis 2017 Gouverneur von Puebla war und während seiner Kandidatur für die mexikanische Präsidentschaft mit ihr ums Leben kam.

## Leben
Martha Érika Alonso Hidalgo studierte Grafikdesign an der Universidad Iberoamericana Puebla, schloss einen Master in Öffentlicher Kommunikation an der Universidad de las Américas Puebla (UDLAP) ab und verfügte über weitere Abschlüsse für Marketing und Kommunikation der eada business school Barcelona und für Familienentwicklung an der Benemérita Universidad Autónoma de Puebla (BUAP). 2004 heiratete sie Moreno Valle.
Seit 2009 aktives Parteimitglied der PAN, war sie von 2011 bis 2016, während der Amtszeit ihres Mannes als Gouverneur, Präsidentin des nationalen Instituts für ganzheitliche Familienförderung (Spanisch: Sistema Nacional para el Desarrollo Integral de la Familia; SNDIF oder DIF). Während ihrer Amtszeit erhielt die Institution mehr Mittel als in den vorangegangenen zwei Amtsperioden zusammen. 2015 wurde sie Generalsekretärin der PAN in Puebla und galt als eine der einflussreichsten Frauen in der Partei.

### Kandidatur zum Gouverneursamt
2018 kandidierte Martha Érika Alonso Hidalgo für das Gouverneursamt in Puebla, wobei sie für die Koalition „Por Puebla al Frente“ antrat, die aus den Parteien PAN, PRI, Movimiento Ciudadano sowie zwei regionalen Parteien gebildet wurde. Für die Kandidatur soll sie sich bei einer innerparteilichen Umfrage gegen den ehemaligen Bürgermeister der Stadt Puebla, Eduardo Rivera Pérez, durchgesetzt haben.
Im Wahlkampf wurde kritisiert, sie versuche ihren Ehemann Rafael Moreno Valle als Gouverneur (2011–2017) zu beerben. Sie versuchte sich währenddessen von ihm zu distanzieren, indem er nicht bei ihren Wahlkampfveranstaltungen auftrat und sie im Gegensatz zu ihrer Amtszeit bei der DIF seinen Nachnamen nicht benutzte. Allerdings wurde sie durch mehrere Mitarbeiter seines Wahlkampf- und Regierungsteams unterstützt und das Programm der Koalition soll seine Handschrift getragen haben.
Martha Érika Alonso Hidalgo gewann die Wahl am 1. Juli 2018 gegen Miguel Barbosa Huerta und seine Koalition „Juntos Haremos Historia“ sowie zwei weitere Kandidaten und bekleidete in Puebla als erste Frau, landesweit als siebte Frau das Amt eines Gouverneurs.

### Tod
Am 24. Dezember 2018, zehn Tage nach ihrem Amtsantritt, stürzte auf dem Weg nach Mexiko-Stadt der Hubschrauber mit Martha Érika Alonso Hidalgo, ihrem Ehemann Rafael Moreno Valle und anderen Politikern der PAN an Bord nahe der Ortschaft Santa María Coronango, nördlich der Stadt Puebla ab. Alle fünf Insassen kamen ums Leben. Der Präsident Andrés Manuel López Obrador ordnete eine staatliche Untersuchung an; diese wurde von der obersten Luftfahrtbehörde und der Staatsanwaltschaft unter Beteiligung der Herstellerfirmen des Hubschraubers AgustaWestland AW109S Grand, Agusta, sowie der Triebwerke, Pratt and Whitney, sowie mit Unterstützung durch das US-amerikanische Verkehrssicherheitsinstitut (National Transportation Safety Board, NTSB) durchgeführt.
Der Untersuchungsbericht kam am 27. März 2020 zu der Schlussfolgerung, dass der Hubschrauber „nicht hätte fliegen dürfen“, weil es ein bereits bestehendes Problem mit einem Stabilitätssystem am Hubschrauber gab, von dem sowohl der Betreiber als auch die Wartungsmannschaft wussten; für eine Kollision gab es keine Anzeichen. Die Regierung suspendierte das Hubschrauberunternehmen und die für die Wartung verantwortliche Firma; der Fall wurde der Staatsanwaltschaft übergeben.